# Trashy Lady
Trashy Lady è un film pornografico statunitense del 1985 diretto da Steve Scott con protagonisti Ginger Lynn e Harry Reems.

## Trama
Los Angeles anni venti: Quando il gangster Dutch Schultz viene lasciato dalla propria ragazza, decide di assumere Kitty, una giovane e sprovveduta fanciulla di provincia che lavora come sigaraia nel suo night club preferito, con l'intento di trasformarla nella sua nuova compagna, e nel genere di donna che egli predilige: una raffinata signora borghese ninfomane.

## Riprese
Il film ebbe una lavorazione molto veloce, venne infatti girato in appena due giorni e mezzo. Le location principali impiegate furono il Santa Monica Boulevard di Hollywood, Los Angeles, California; e per gli interni il New Grand Hotel al 257 di Grand Avenue, Bunker Hill, Downtown Los Angeles. Le scene in esterni furono girate senza ottenere i dovuti permessi comunali.

## Distribuzione
- Cottonwood Productions (1985) (USA) (cinema)
- Masterpiece Home Video (USA) (VHS)
- TVX (2005) (USA) (DVD)
- Vinegar Syndrome (2016) (USA) (DVD)
- Vinegar Syndrome (2016) (USA) (Blu-ray) (DVD)

## Premi[1]
- 1986: AVN Award per il miglior film
- 1986: AVN Award per il miglior attore a Harry Reems
- 1986: AVN Award per la miglior direzione artistica
- 1986: AFAA Award per la miglior fotografia a Tom Howard